# シアー・ハート・アタック
『シアー・ハート・アタック』 (Sheer Heart Attack) は、イギリスのロックバンド、クイーンの3枚目のアルバムである。

## 解説
クイーンは自分たちの世界を本国イギリス、日本についで、大国アメリカへと広げていった。本アルバムは、彼らの音楽が初めてアメリカで受け入れられたと言ってよい1枚である。ジョン・ディーコンの作った曲が収録され始めたのもこのアルバムからである。
本作のレコーディングは、1974年7月から9月にかけて行なわれ、初期2作と異なり、本作はトライデント・スタジオのほか、AIR、ロックフィールド・スタジオ、ウェセックス・サウンド・スタジオの4つのスタジオで作業が行なわれた。このセッションの直前、バンドは1974年4月よりモット・ザ・フープルの前座として初の北米ツアーに参加していた。しかし、ギターのブライアン・メイがツアー前に受けた予防接種で消毒不十分な注射針が使用されたことにより肝炎を患い、ツアーは途中で中止となりメイは入院。メイの復帰後に、アルバムのレコーディングが続行されたものの、メイが十二指腸潰瘍を患ってしまった。これにより、メイの回復までの間、メイのギターソロを入れる余地を残す方でレコーディングを続け、復帰後にギター・パートとボーカル・パートが追加することで完成させた。
アルバムタイトルは、日本語で「突発的な心臓発作」という意味だが、隠語で「暗殺者のナイフ」あるいは「心臓を一突き」という意味があり、デジタル・リマスター版CD (EMI:TOCP-8273) の日本語解説ではこちらの意味とされている。
また、このアルバムの同名曲であるロジャー・テイラー作の「シアー・ハート・アタック」は本アルバムには収録されておらず、3年後に発売されたオリジナルアルバム『世界に捧ぐ』に完成形として収録された。

## 収録曲
特記を除き、リード・ボーカルはフレディ・マーキュリーが担当。
| #  | タイトル                                           | 作詞・作曲             | リード・ボーカル                        | 時間 |
| -- | -------------------------------------------------- | ---------------------- | --------------------------------------- | ---- |
| 1. | 「ブライトン・ロック」(Brighton Rock)              | ブライアン・メイ       | ブライアン・メイ フレディ・マーキュリー | 5:11 |
| 2. | 「キラー・クイーン」(Killer Queen)                 | フレディ・マーキュリー |                                         | 3:01 |
| 3. | 「テニメント・ファンスター」(Tenement Funster)     | ロジャー・テイラー     | ロジャー・テイラー                      | 2:46 |
| 4. | 「フリック・オブ・ザ・リスト」(Flick Of The Wrist) | マーキュリー           |                                         | 3:18 |
| 5. | 「谷間のゆり」(Lily Of The Valley)                 | マーキュリー           |                                         | 1:45 |
| 6. | 「ナウ・アイム・ヒア」(Now I'm Here)               | メイ                   |                                         | 4:18 |

| #         | タイトル                                                           | 作詞・作曲                                    | リード・ボーカル | 時間  |
| --------- | ------------------------------------------------------------------ | --------------------------------------------- | ---------------- | ----- |
| 1.        | 「神々の業」(In The Lap Of The Gods)                               | マーキュリー                                  |                  | 3:22  |
| 2.        | 「ストーン・コールド・クレイジー」(Stone Cold Crazy)               | マーキュリー メイ テイラー ジョン・ディーコン |                  | 2:17  |
| 3.        | 「ディア・フレンズ」(Dear Friends)                                 | メイ                                          |                  | 1:09  |
| 4.        | 「ミスファイアー」(Misfire)                                        | ディーコン                                    |                  | 1:49  |
| 5.        | 「リロイ・ブラウン」(Bring Back That Leroy Brown)                  | マーキュリー                                  |                  | 2:16  |
| 6.        | 「シー・メイクス・ミー」(She Makes Me (Stormtrooper in Stilettos)) | メイ                                          | メイ             | 4:09  |
| 7.        | 「神々の業 (リヴィジテッド)」(In The Lap Of The Gods Revisited)    | マーキュリー                                  |                  | 3:47  |
| 合計時間: | 合計時間:                                                          | 合計時間:                                     | 合計時間:        | 39:08 |

| #         | タイトル                                             | 作詞  | 作曲・編曲 | 時間 |
| --------- | ---------------------------------------------------- | ----- | ---------- | ---- |
| 1.        | 「ストーン・コールド・クレイジー」(Stone Cold Crazy) |       |            | 2:12 |
| 合計時間: | 合計時間:                                            | 41:20 |            |      |

| #         | タイトル | 作詞  | 作曲・編曲 | 時間 |
| --------- | --- | ----- | ---------- | ---- |
| 1.        | 「ナウ・アイム・ヒア (ライヴ・アット・ハマースミス・オデオン1975/12)」(Now I'm Here (live at Hammersmith Odeon, December 1975))              |       |            | 4:27 |
| 2.        | 「フリック・オブ・ザ・リスト (BBCセッション1974/10)」(Flick Of The Wrist (BBC session, October 1974))                                        |       |            | 3:27 |
| 3.        | 「テニメント・ファンスター (BBCセッション1974/10)」(Tenement Funster (BBC session, October 1974))                                            |       |            | 2:59 |
| 4.        | 「リロイ・ブラウン (アカペラ・ミックス2011)」(Bring Back That Leroy Brown (a cappella mix 2011))                                             |       |            | 2:19 |
| 5.        | 「神々の業 (リヴィジテッド) (ライヴ・アット・ウェンブリー1986/7)」(In The Lap Of The Gods... Revisited (live at Wembley Stadium, July 1986)) |       |            | 2:36 |
| 合計時間: | 合計時間: | 15:48 |            |      |

| #  | タイトル                                            | 作詞 | 作曲・編曲 |
| -- | --------------------------------------------------- | ---- | ---------- |
| 6. | 「Killer Queen (Top of the Pops, Version 2)」       |      |            |
| 7. | 「Stone Cold Crazy (live at the Rainbow 1974)」     |      |            |
| 8. | 「Now I'm Here (live at the Forum, Montreal 1981)」 |      |            |

## パーソネル
※出典
- フレディ・マーキュリー – リードヴォーカル、コーラス、ピアノ、ハモンドオルガン（#6）、タック・ピアノ（#2, #11）
- ブライアン・メイ – ギター、コーラス、ピアノ、バンジョーウクレレ（#11）、リードヴォーカル（#12）
- ロジャー・テイラー  – ドラムス、パーカッション、コーラス、リードヴォーカル（#3）
- ジョン・ディーコン – ベース、アコースティックギター、エレクトリックギター（#10）、コントラバス（#11）

## チャート最高順位
- 全英：2位（ミュージック・ウィーク） [6]
- 全米：12位（ビルボード、Billboard 200）[7]
- 日本：23位（オリコン）